# Ceriana brunneipennis
Ceriana brunneipennis är en tvåvingeart som först beskrevs av Friedrich Hermann Loew 1858.  Ceriana brunneipennis ingår i släktet griffelblomflugor, och familjen blomflugor. Inga underarter finns listade i Catalogue of Life.